# Борисовский лесохимический завод
ОАО «Лесохимик» (Борисовский лесохимический завод; бел. ААТ «Лесахімік»; Барысаўскі лесахімічны завод) — белорусская компания, расположенная в городе Борисов Минской области.

## История
В 1929 году в Борисове был введён в эксплуатацию канифольно-скипидарный завод «Белорусский батрак». В 1936 году завод был реконструирован и расширен, построен капитальный кирпичный корпус. Борисовский канифольно-скипидарный завод подчинялся Главному управлению лесной и химической промышленности Народного комиссариата (с 1946 года — Министерства) лесной промышленности БССР. В 1940 году перерабатывал 3000 т живицы в год, производил 2500 т канифоли и 450 т терпентинного масла (скипидара). В годы Великой Отечественной войны разрушен, но вскоре восстановил производство. В 1948 году завод преобразован в лесохимический. К 1955 году мощность завода была доведена до 10 тыс. т канифоли и 2,2 тыс. т терпентинного масла. В 1956 году был введён в эксплуатацию первый в СССР скипидаро-очистной цех. С 1968 года — предприятие союзного подчинения, входил в Белорусское производственное объединение целлюлозно-бумажных предприятий Министерства целлюлозно-бумажной промышленности СССР. В 1970 году предприятие освоило производство укреплённого клея, в 1973 году — политерпенов. В 1971 году лесохимический завод и бумажная фабрика «Профинтерн» были объединены в бумажно-лесохимический комбинат. В 1980 году был введён в эксплуатацию новый бумажный цех, к 1982 году завершена реконструкция канифольно-терпентинного цеха. С 1984 года — в республиканском подчинении, с 1991 года — в составе концерна «Беллеспром», с 1993 года — в концерне «Беллесбумпром». В 1992 году бумажная фабрика выведена из состава предприятия. В 1993 году завод освоил производство нефтеполимерной смолы и продуктов на её основе (растворителей, олифы, лака), в 1995 году — охлаждающей автомобильной жидкости (тосола) и двух видов олифы. В 1994 году завод преобразован в открытое акционерное общество «Лесохимик».

## Современное состояние
Предприятие производит различные виды канифоли и её эфиры, живичный скипидар и его экстрагированные фракции, ароматические сольвенты, полимеры синтетические водорастворимые, нефтеполимерные смолы, автомобильные охлаждающие и стеклоомывающие жидкости, преобразователи ржавчины, дистиллированную воду, деревозащитные антисептики, лаки, растворители, средство для предуборочной обработки рапса. По состоянию на 2019 год государство не владеет акциями предприятия. Чистая прибыль за 2019 год составила 391 тыс. рублей (ок. 190 тыс. долларов), выручка от реализации товаров и услуг — 31,7 млн руб. (ок. 15 млн долларов).